# Hoạt động quân sự
Hoạt động quân sự là tập hợp các hoạt động chiến đấu và nhiệm vụ hỗ trợ chiến đấu của một lực lượng vũ trang, hoặc một tổ chức vũ trang phi quốc gia, để theo đuổi một mục tiêu chính trị thông qua chiến tranh. Hoạt động quân sự thông thường sẽ được thiết kế theo cách thức có tổ chức, thí dụ như một kế hoạch quân sự, nhằm đem đến lợi thế cho lực lượng chiến đấu. Thông qua một kế hoạch quân sự được soạn thảo cụ thể với mã an ninh, hoạt động quân sự có một tên gọi cụ thể.

## Thể loại

### Hình thức tác chiến
- Hoạt động tác chiến
- Hoạt động chỉ huy – tham mưu tác chiến
- Hoạt động hỗ trợ tác chiến (kỹ thuật, hậu cần, quân y, thông tin, công binh, vận tải quân sự, quân nhu...)

### Quy mô
Hoạt động quân sự được phân chia theo quy mô lực lượng tham chiến và phạm vi chiến đấu bao gồm:
- Mặt trận (chiến cục quân sự): là hoạt động quân sự quy mô lớn và cực lớn, bao gồm một chuỗi các chiến dịch quân sự trên toàn bộ mặt trận, bao gồm nhiều hướng, nhiều địa bàn tác chiến, có thời gian kéo dài từ vài tháng tới một năm hoặc hơn nữa. Cấp độ sử dụng binh lực thường từ cấp nhiều sư đoàn trở lên.[1]
- Chiến dịch quân sự: là hoạt động quân sự quy mô trung bình và trên trung bình trên một hoặc một số hướng quan trọng của toàn bộ mặt trận, có thời gian kéo dài không quá một năm. Cấp độ binh lực sử dụng thường từ vài trung đoàn tới vài sư đoàn, tùy theo quy mô chiến tranh.[1]
- Trận đánh: là hoạt động quân sự quy mô vừa và nhỏ, diễn ra trên địa bàn hẹp, cấp độ sử dụng binh lực thường ở cấp  sư đoàn trở xuống tùy theo quy mô của cuộc chiến tranh. Các trận đánh có thể diễn ra độc lập hoặc là thành phần của một chiến dịch hoặc chiến cục.[1]

## Nghệ thuật chiến dịch
Nghệ thuật chiến dịch nằm giữa chiến lược quân sự và chiến thuật quân sự. Chiến lược quân sự là nghệ thuật tổng quát hơn, và chiến thuật quân sự chỉ có phạm vi ở một trận đánh. Nghệ thuật chiến dịch kết nối chiến thuật quân sự với các mục tiêu chiến lược lớn hơn.